# Estadio Ypané
El Estadio Ypané es un estadio de fútbol de Paraguay que se encuentra ubicado en la ciudad de Ypané. Tiene una capacidad para 5000 personas. Desde 1998 hasta 2012 el estadio perteneció al Club Atlético Tembetary, que ejercía de local en este escenario.
Luego el estadio y el predio en el que está ubicado fue a remate y fue adquirido por un grupo empresarial que a la vez lo arrienda al Club Guaraní que lo utiliza para los juegos de sus divisiones inferiores.
El club Fulgencio Yegros (que tiene un convenio institucional con el Club Guaraní) utiliza este estadio en varios encuentros para ejercer su localía en las temporadas 2015, 2016, 2017, 2018 y 2019.
En 2018 la Asociación Paraguaya de Fútbol adquirió el predio de 12 hectáreas, incluido el estadio y las 6 canchas auxiliares.